# مصغر
مُصَغَّر، واژه‌ای است با استفاده از ترکیبی دستوری دالّ بر خُردی و کوچکی اسم است؛ مانند اتاقک، طفلک، کتابچه و بازارچه). این ترکیب دستوری معمولاً با چسباندن پسوندی به اسم ساخته می‌شود. به این پسوند «علامت تصغیر» می‌گویند.
علامت‌های تصغیر در فارسی عبارتند از:
- ـچه: باغ ← باغچه
- ـَک: اتاق ← اتاقک
- ـیزه: رنگ ← رنگیزه
- ـیژه: نای ← نایژه